# Cippi des Melqart

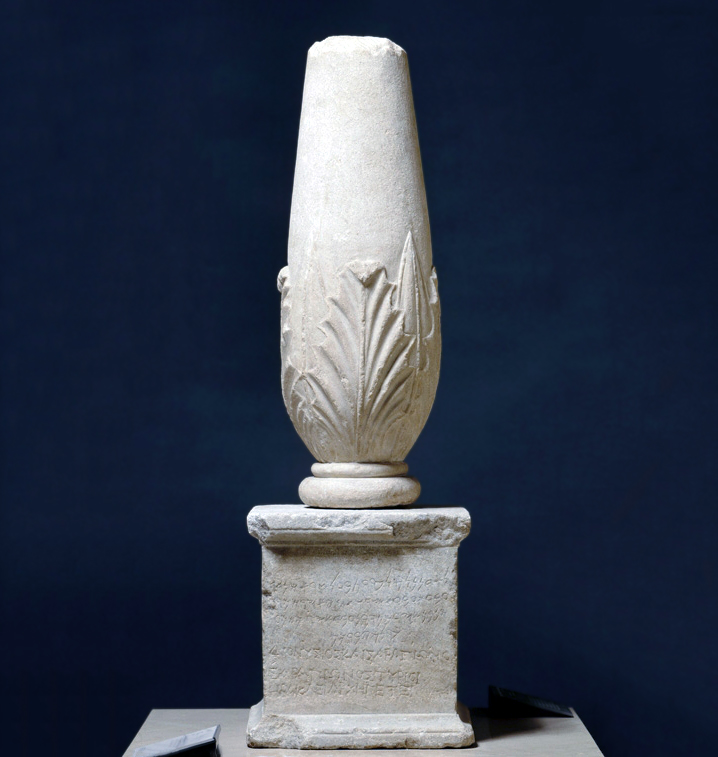
Cippus des Melqart im Louvre

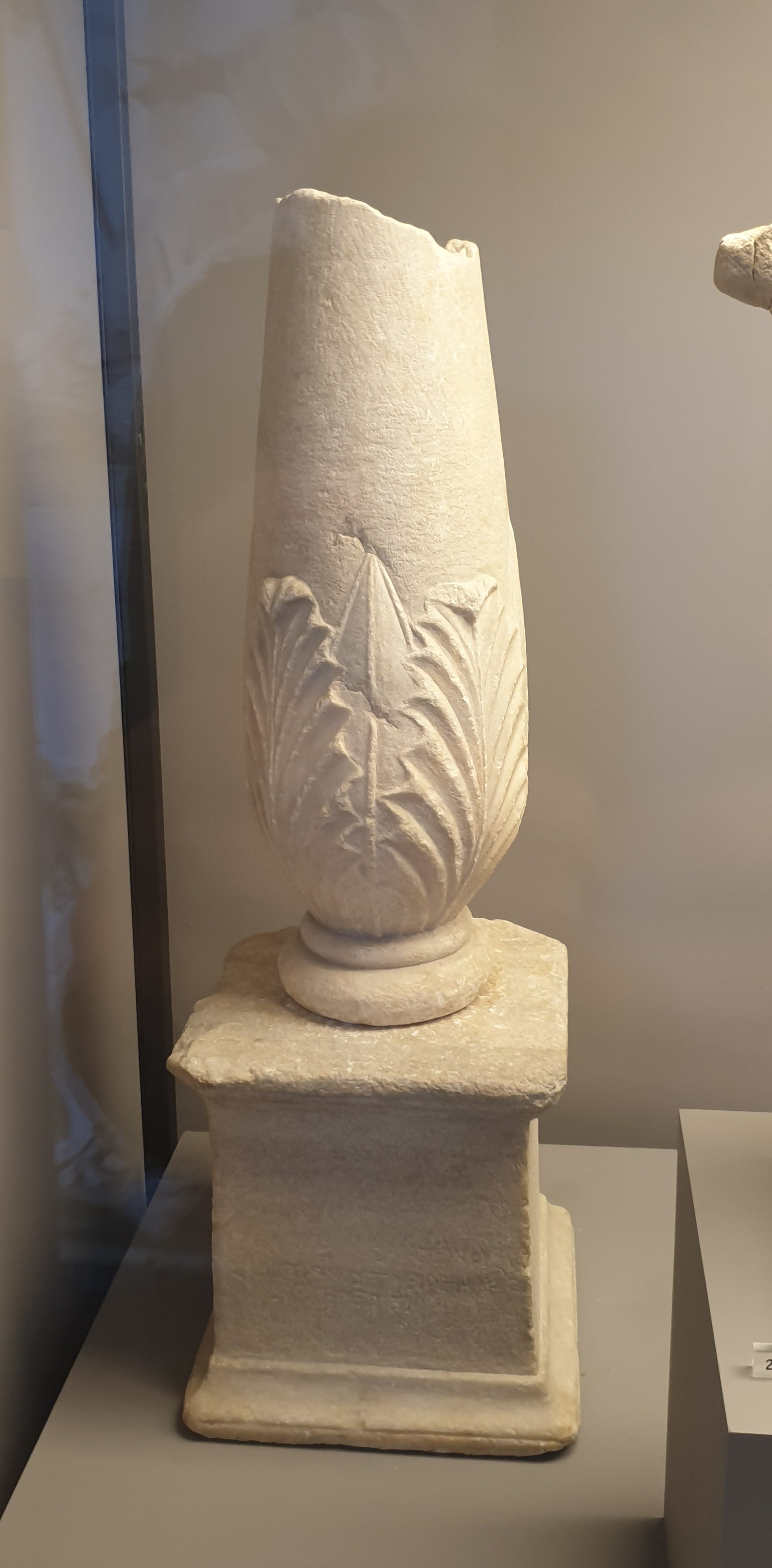
Cippus des Melqart in Valletta

Als Cippi des Melqart oder Cippi von Malta werden zwei phönizische Stelen des 2. Jahrhunderts v. Chr. aus Alabaster bezeichnet, die beide auf dem Sockel phönizische und griechische Inschriften als Bilinguen tragen. Einer der beiden Cippi wird heute im Louvre in Paris verwahrt, der andere befindet sich im National Museum of Archaeology in Valletta auf Malta.

## Forschungsgeschichte
Fundort und Fundumstände sind nicht überliefert. Als die griechische Inschrift 1853 im 3. Band des Corpus Inscriptionum Graecarum veröffentlicht wurde, wurde vermutet, dass sie in Marsaxlokk (Marsa Scirocco) gefunden wurde. Dieser Fundort wurde zuvor nicht erwähnt, und mehr als ein Jahrhundert später wurde die Behauptung widerlegt. Die Zuordnung wurde möglicherweise durch Rückschluss gefunden, denn es wurde mit einiger Plausibilität angenommen, dass die Cippi dem Herakles und nicht dem Melkart gewidmet waren und in seinem Tempel aufgestellt waren.
Die erste Erwähnung der beiden Stücke findet sich 1694 in einem Brief des Ignazio Constanzo an Antonio Bulifon, den dieser 1697 publizierte. Ende des 17. Jahrhunderts befanden sie sich in der Sammlung von Giovanfrancesco Abela auf Malta. 1735 publizierte Jean-Claude Guyot de la Marne erstmals eine Abbildung der Inschrift. Jean-Jacques Barthélemy (1716–1795) war es 1758 anhand eines Abgusses möglich, die Inschriften zu lesen und die Entschlüsselung der phönizisch-punischen Sprache zu beginnen. 1782 schenkte Emmanuel de Rohan-Polduc, der Großmeister des Johanniterordens, in Erinnerung an diese Leistung einen der Cippi Ludwig XVI. In Paris wurde er zunächst in der Académie des inscriptions et belles-lettres aufbewahrt, 1796 gelangte er in die Bibliothèque Mazarine. 1864 wurde er auf Anregung des Orientalisten Antoine-Isaac Silvestre de Sacy dem Louvre geschenkt.
Der Begriff Cippus steht in phönizischem Kontext (anders als im etruskischen) für eine kleine Säule mit oder ohne Kapitell, die als Meilen-, Grenzstein oder Denkmal verwendet wurde. Beide maltesische Cippi sind ungewöhnlich, da sie zweiteilig sind, wobei die Basis als rechteckiger Block in Form eines Votivaltars gestaltet ist, der mit griechischen und phönizischen Inschriften versehen ist. Beide Blöcke stützen eine Säule, die einen „Leuchter“ darstellt, dessen Unterteil in Flachrelief mit Akanthusblättern verziert ist. Das Exemplar im Louvre ist oben abgebrochen. Die zweisprachige Inschrift befindet sich auf dem Sockel und besteht aus drei Zeilen in griechischer und vier in phönizischer Sprache. Die Beziehungen zwischen Malta und den Phöniziern begann im 8. Jahrhundert v. Chr. Die Inschrift stammt aus dem 2. Jahrhundert v. Chr., als die maltesischen Inseln von den Römern besetzt waren.

## Inschriften
Der Text der Inschriften auf beiden Cippi ist identisch, lediglich die Aufteilung auf die Zeilen variiert geringfügig; im Folgenden wird der Text der Stele im Louvre wiedergegeben:
| Transkription des phönizischen Textes                                                                  | Übersetzung |
| --- | --- |
| 1. LʾDNN LMLQRT BʿL ṣR ʾŠ NDR 2. ʿBDK ʿBDʾSR Wʾḥ Y ʾSRŠMR 3. ŠN BN ʾSRŠMR BN ʿBDʾSR K ŠMʿ 4. QLM YBRKM | 1. Unserem Herrn Melqart, Herrn von Tyrus, gewidmet 2. von seinem Diener 'Abdosiri und seinem Bruder Osirišamar, 3. beide Söhne des Osirišamar, Sohn des 'Abdosiri; denn er hat erhört 4. ihre Bitten. Dass er sie segnen möge! |

| Griechischer Text                                                      | Übersetzung                                                                                 |
| ---------------------------------------------------------------------- | ------------------------------------------------------------------------------------------- |
| 1. ΔΙΟΝΥΣΙΟΣ ΚΑΙ ΣΑΡΑΠΙΩN OI 2. ΣΑΡΑΠIΩNOΣ TΥPIOI 3. HPΑKΛEI APXHΓETEI | 1. Dionysios und Serapion, die (Söhne) 2. des Serapion, Tyrer, 3. dem Herakles, dem Gründer |

Es handelt sich um eine Weihung zweier Brüder aus Tyros an den Gott Melqart, der in der Interpretatio Graeca mit Herakles gleichgesetzt wird. Die Namen 'Abdosiri (Diener des Osiris) und Osirišamar (Osiris hat geholfen) werden im griechischen Text mit Dionysios und Serapion wiedergegeben. Dyonisios ist Interpretatio Graeca für Osiris.
Mit dieser Inschrift, die 18 der 22 Buchstaben der phönizischen Schrift enthält, konnte Jean-Jacques Barthélemy die Entzifferung der Sprache beginnen. Im Tableau von Barthélemy, das im Jahre 1764 veröffentlicht wurde, fehlen nur die Buchstaben „tet“ und „pe“.